# Max Lemke (canoë-kayak)
Pour les articles homonymes, voir Lemke.
Ne doit pas être confondu avec Max Lemke (1895-1985), Generalmajor allemand dans la Wehrmacht pendant la Seconde Guerre mondiale.
Max Lemke, né le 2 décembre 1996 à Heppenheim dans l'Hesse, est un kayakiste allemand .
Il a remporté trois fois le titre de champion de monde de champion du monde de course en ligne de kayak  en équipage à 4 sur la distance de 500m avec ses compatriotes Liebscher,Rauhe et Rendschmidt, en 2017, 2018 et 2019.
Les quatre kayakistes sont aussi médaillés d'argent aux Championnats d'Europe de course en ligne 2018 et aux Jeux européens de 2019. 
Max Lemke et Ronald Rauhe sont médaillés de bronze en K2 200 mètres aux Championnats d'Europe de course en ligne 2017.